# Text Book (песня)
«Text Book» (с англ. — «Учебник») — песня американской певицы Ланы Дель Рей с восьмого альбома Blue Banisters. Издана как сингл вместе с «Wildflower Wildfire» и «Blue Banisters» 20 мая 2021 года. Написана в соавторстве с продюсером трека Гейбом Саймоном, сопродюсирована Дином Ридом и Заком Дауэсом.

## Предыстория и выпуск
Спустя несколько дней после выпуска Chemtrails Over the Country Club в марте 2021 года, Дель Рей объявила название следующей пластинки — Rock Candy Sweet, впоследствии изменённое на Blue Banisters. 19 мая стало известно, что Гейб Саймон, участник группы Kopecky, работавший с Дуа Липой — соавтор и продюсер «Text Book» и «Blue Banisters». В записи также поучаствовали Дин Рид, продюсер Lust for Life (2017), и Зак Дауэс из The Last Shadow Puppets, соавтор «California» с Norman Fucking Rockwell! (2019). Источник также указал 20 мая как дату выхода сразу трёх синглов с альбома, включая «Wildflower Wildfire» и «Blue Banisters». В пресс-релизе, обнародованном Pitchfork, «Text Book» и два других трека заявлены как «песни-приманки с восьмого альбома» Дель Рей. Певица заранее не объявляла о выходе треков, сделав лишь один пост в Instagram после релиза, который впоследствии был удалён; в качестве обложки для всех трёх песен она использовала селфи, впервые опубликованное в Instagram 20 августа 2020 года, в разных обработках.

## Список композиций
| №  | Название    | Автор(ы)                   | Продюсер(ы)                | Длительность |
| -- | ----------- | -------------------------- | -------------------------- | ------------ |
| 1. | «Text Book» | Лана Дель Рей, Гейб Саймон | Саймон, Дин Рид, Зак Дауэс | 5:03         |

## Участники записи
Данные адаптированы с Tidal.